# Регенерация зубов
Регенерация зубов — биоинженерная технология, конечной целью которой является создание/воссоздание (регенерация) полноценных новых здоровых коренных зубов у человека.

## Пересадка зубов человеку от эмбрионов
В 1980-е и 1990-е годы проводились эксперименты по пересадке зубных зародышей от человеческих эмбрионов. Несмотря на успехи, массовой эта технология не стала: одной из причин стали этические аспекты.

## Трансплантация зубов

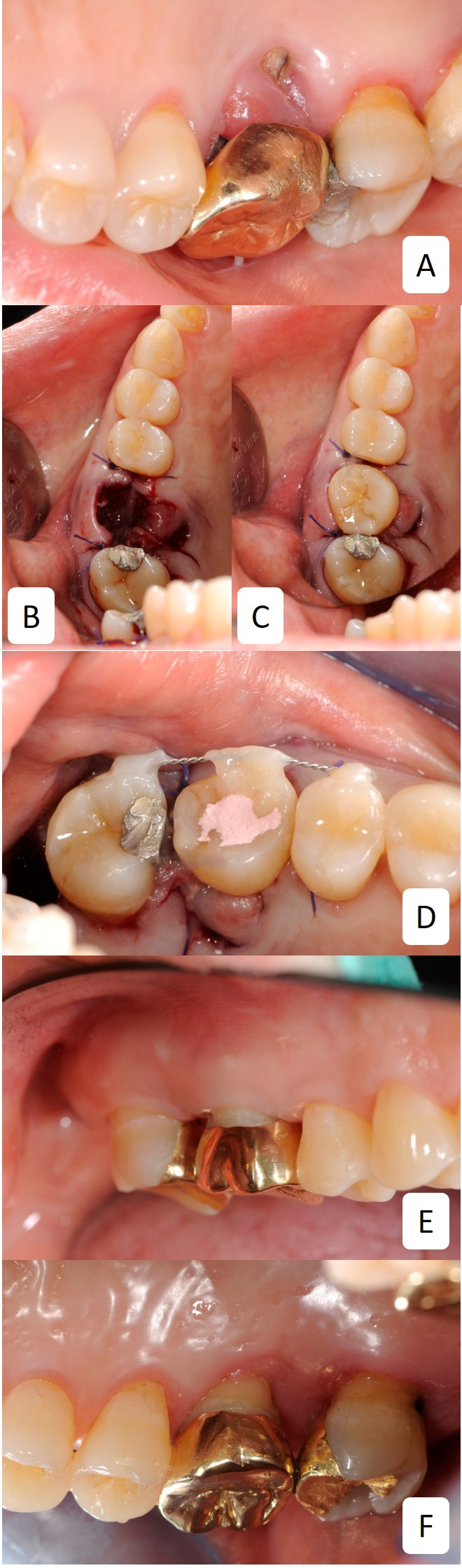
трансплантация собственных зубов

Если зубы выросли в 2 ряда, или зуб испорчен, то на место испорченного зуба стоматолог может хирургическим путём пересадить зуб мудрости или зуб из второго ряда.

## Хронология
- 2002 год — английские учёные научились выращивать практически целые, но непрочные зубы из отдельных клеток[2].
- 2007 год — японские учёные вырастили мышам практически полноценные новые зубы, но без корня[3].
- 2009 год — из стволовых клеток были выращены полноценные зубы для мышей, причём удалось вырастить даже зубной корень, что ранее не удавалось. Проблема, однако, состояла в том, что выращенные зубы оказались немного меньше «родных» зубов[4].
- 2013 год — китайским учёным удалось вырастить человеческие зубы у мышей, из стволовых клеток, полученных из мочи[5].
- 2015 год — учёным удалось вырастить новый молодой зуб на месте старого в пустой альвеоле. Для это они создали каркас зуба из натуральных материалов и вырастили в нём при помощи стволовых клеток и стимулятора роста новый зуб всего за 2 месяца[6][7].
- 2017 год — у мышей при помощи вещества Tideglusib (NP-12, NP031112), используемого как средство борьбы с болезнью Альцгеймера и другими нейродегенеративными заболеваниями, за счёт ингибирования и связывания белка GSK3 в клетках пульпы зуба удалось стимулировать деление стволовых клеток и направить их развитие по пути одонтобластов — клеток, длинные отростки (трубочки) которых формируют основу дентина. Опыты прошли успешно[8], что открывает путь к регенерации зубов.
- 2018 год — искусственный процесс подражает естественному: рекомбинантный эластиноподобный биополимер инициирует и направляет рост нанокристаллов апатита. Похожим образом всё происходит в человеческом организме[9].
- 2019 год — молекулярные биологи из университета Плимута (графство Девон, Великобритания) изучали методики, позволяющие «естественным» образом восстанавливать человеческие зубы. Проследив за ростом резцов у мышей, учёные открыли набор генов и сигнальных молекул, управляющих этим процессом[10][11].
- 2020 год — доктор Джереми Мао и его коллеги из Колумбийского университета (США) предложили использовать стволовые клетки для выращивания зубов, при этом отсутствующее костное образование планируется заменять стволовыми клетками. Благодаря этому процесс регенерации и восстановление будут достаточно быстрыми. Чтобы вырастить новые зубы прямо во рту человека на это потребуется, по их данным, около 2,5 месяцев[12]. Другой профессор Джереми Мао[уточнить] (тоже из Колумбийского университета) сделал каркас из натуральных материалов, который по форме был похож на реальный зуб, и поместил в зуб стимулятор роста. Подопытному животному он внедрил зачаток такого зуба в пустую альвеолу. Пористая структура каркаса позволила стволовым клеткам организма животного мигрировать в эту конструкцию. В среднем, в течение девяти недель у испытуемых вырастали зубы, которые идеально приживались с восстановлением периодонтальных связок[13].
- 2021 год — японские учёные предложили выращивать зубы с помощью моноклональных антител. Опыты проводились на мышах. Антитела к гену USAG-1 могут стимулировать рост зубов у мышей, при этом одного приёма антитела достаточно, чтобы запустить процесс формирования целого зуба[14]. Старт клинических исследований препарата был запланирован на лето 2024 года, и в случае подтверждения безопасности учёные планируют сделать данную терапию доступной для всех людей к 2030 году[15].
- В октябре 2024 года команда Кацу Такахаси (заведующий отделением хирургии полости рта в Медицинском исследовательском институте больницы Китано в Осаке) начала клинические испытания в больнице Киотского университета, вводя взрослым испытуемым экспериментальное лекарство, которое, по их словам, может стимулировать рост третьего набора зубов, который есть у людей и млекопитающих в зачаточном состоянии, но не вырастает в полноценные зубы без медицинского вмешательства. Лекарство блокирует белок USAG-1, который препятствует росту новых зубов.[16][17]

## Эксперименты на животных
Китайские исследователи показали, что для создания органов и тканей, в том числе зубов могут быть использованы стволовые клетки, полученные из мочи. Для начала они превратили клетки, собранные из мочи, в индуцированные стволовые клетки (ИПСК). Затем из культуры клеток ИПСК получили эпителиальные клетки, соединённые между собой в виде плоского листа. Смешав эти клетки с эмбриональными клетками мезенхимы мыши, они пересадили их мышам. Три недели спустя выросло образование, физически и структурно напоминающее человеческие зубы и содержащее пульпу, дентин и клетки, формирующие зубную эмаль. По мнению некоторых учёных, модифицировав этот метод, можно будет создавать биоинженерные зачатки зуба in vitro, а затем трансплантировать их в челюсть пациента, чтобы вырос полностью функциональный зуб.

## Способы
- Наружный — зуб выращивается отдельно и имплантируется пациенту.
- Внутренний — зуб выращивается непосредственно в полости рта пациента.

## Регенерация зубов в природе
Акулы постоянно в течение жизни меняют зубы. У акул, в зависимости от их вида, одномоментно в общей сложности от 280 до 3000 зубов, в течение жизни они теряют как минимум 30 тысяч зубов, максимально — до 280 тысяч. Их зубы регенерируют от нескольких дней до 2-х месяцев.
Крокодилы тоже регенерируют зубы, в течение жизни они меняют около 3000 зубов.
В течение всей жизни меняют зубы цихлиды.
У ламантинов в течение всей жизни на месте потерянных задних зубов вырастают новые.